# Рондо Дашиньскего (станция метро)
«Ро́ндо Дашиньске́го» (Rondo Daszyńskiego, с пол. — «Кольцевая развязка Дашиньского») — станция линии M2 Варшавского метрополитена. Располагается на территории района Воля, по западную сторону от кольцевой развязки Игнация Дашиньского на пересечении улиц Товарова (Towarowa, с пол. — «Товарная») и Проста (Prosta, с пол. — «Прямая»), пролегая вдоль последней.
В настоящее время является конечной станцией линии М2, замыкая её с западной стороны. Следующая станция по направлению на восток — «Рондо ОНЗ».

## Название
Станция получила своё название по кольцевой развязке Игнация Дашиньского (пол. rondo Ignacego Daszyńskiego), по западную сторону которой она находится. Отличие кольцевых развязок Варшавы от круговых перекрёстков заключается в сохранении полосности движения для потоков, следующих в прямом направлении, а также в более безопасной организации выездов на перпендикулярную дорогу.

## История
24 ноября 2005 года городским советом Варшавы была принята стратегия развития города, в которой предусматривалось поэтапное строительство второй линии Варшавского метрополитена, причём в первую очередь планировалось открыть её центральный участок (II C) от кольцевой развязки Игнация Дашиньского до Вильнюсского вокзала. К сентябрю 2008 года был разработан проект центрального участка новой линии, включая станцию с проектным кодом S7, которая замыкает этот участок с западной стороны. 1 февраля 2010 года станции был присвоен уже рабочий код С9 и название «Рондо Дашиньскего».
16 августа 2010 года начались подготовительные работы к строительству станции открытым способом: перекрыто движение по улице Проста над будущей станцией, а также начало монтажа буровых устройств. Эта дата считается официальным началом строительства линии М2. 21 сентября 2011 года начали работу щиты «Мария» и «Анна», собранные для прохождения тоннелей строящейся линии. Отделочные работы начались в июне 2013 года. В ночь с 25 на 26 июня 2014 года был проведён первый тестовый проезд состава из вагонов Siemens Inspiro до станции «Рондо ОНЗ». 30 сентября 2014 года наземное движение над станцией было полностью восстановлено в первоначальном виде.
Открытие станции было запланировано на 14 декабря 2014 года, однако 2 декабря 2014 года произошло короткое замыкание аварийного источника питания в технологических помещениях, которое привело к задымлению. Ввод новой линии к указанной дате стал невозможным. Открытие состоялось 8 марта 2015 года, все поездки в этот день были бесплатными.

## Архитектура и оформление
Наземный уровень представлен 7 выходами со стилизованными красными навесами, которые напоминают букву «М». Уровень -1 представлен подземными переходами и вестибюлями станции: выходы 1-3 ведут к восточному вестибюлю, а выходы 4-7 — к западному. Сама станция расположена на уровне -2, её длина составляет 133 м, а ширина достигает 22,6 м. По центру располагается прямая островная платформа длиной 120 м и шириной 11 м с колоннами, обрамлёнными круглыми скамьями.
Все станции центрального учатска (II C) линии М2 выполнены в едином современном архитектурном стиле, отличаясь основным цветом путевых стен, потолка и элементов внутренней отделки. Для станции «Рондо Дашиньскего» основным цветом оформления является красный. В остальном дизайн станции во всём соответствует общему дизайну центрального участка, включая стилизованное название станции на путевых стенах. Красочные названия станций разработал Войцех Фангор.

## Наземный транспорт
Трамваи:
- 1 Аннополь — ул. Банаха
- 22 Пяски — рондо Вятрачна
- 24 Новое Бемово — Гоцлавек
- 28 пл. Нарутовича — Восточный вокзал (ул. Киевская)

Автобусы (в т.ч. ночные):
- 105 ул. Броварная — оc. Гурчевска
- 109 ос. Гурчевска — Центральный вокзал
- 155 м. «Рондо Дашиньскего» — Знана
- 171 Хомичувка — Торвар
- 178 ПКП Урсус — ул. Конвикторская
- 190 ТЦ Марки — ос. Гурчевска
- 255 м. «Рондо Дашиньскего» — Вольское кладбище
- 921 м. «Рондо Дашиньскего» (кольцевой)
- N45 Каролин — Центральный вокзал
- N91 Северное кладбище-Западные ворота —  Центральный вокзал
- N95 ос. Гурчевска — Центральный вокзал

## Перспективы развития
В планах развития Варшавского метрополитена предусмотрено продолжение линии М2 на запад. В начале 2020 года состоится открытие трёх станций: «Плоцка» (С8), «Млынув» (С7) и «Ксенця Януша» (С6), которые также находятся на территории района Воля. В настоящее время строятся станции «Ульрыхув» (С5) и «Бемово» (С4), причём последняя подключит одноимённый район к системе варшавского подземного транспорта, ввод этих станций в эксплуатацию запланирован на 2022 год.
К 2025 году планируется дальнейшее развитие линии М2 вглубь района Бемово, проектируются станции «Лязурова», «Хжанув» и «Каролин». После запуска этого участка участка линию будет обслуживать депо «Каролин».